# Ozzano dell'Emilia
Ozzano dell'Emilia là một đô thị thuộc tỉnh Bologna trong vùng Emilia-Romagna của Ý. Đô thị Ozzano dell'Emilia có diện tích 64,94 km2, dân số thời điểm 31 tháng 12 năm 2005 là 11.380 người.
Đô thị này có làng trực thuộc: Tolara, Maggio, Quaderna, Osteria Nuova, Ponte Rizzoli, Mercatale, Noce.
Đô thị này giáp các đô thị sau: Budrio, Castel San Pietro Terme, Castenaso, Medicina, Monterenzio, Pianoro, San Lazzaro di Savena.